# Bão Damrey (2005)
Bão Damrey (tên chỉ định quốc tế: 0518, JTWC: 17W, PAGASA: Labuyo, Việt Nam: Bão số 7) là một cơn bão nhiệt đới, trong mùa bão Tây Bắc Thái Bình Dương 2005. Từ "Damrey" trong tiếng Khmer nghĩa là "con voi".
Damrey đã đổ bộ tỉnh Hải Nam của Trung Quốc lúc 20:00 UTC, ngày 25 tháng 9 (04:00 ngày 26 tháng 9 theo giờ địa phương) với sức gió tối đa lên đến 180 km/h. Điều này làm cho Damrey cơn bão mạnh nhất tấn công đảo Hải Nam kể từ khi cơn bão Marge tấn công trong tháng 9 năm 1973.
Ít nhất 16 người được cho là đã chết tại Trung Quốc, và toàn bộ tỉnh Hải Nam bị mất điện. Damrey sau đó tiếp tục ảnh hưởng đến Việt Nam trước khi suy yếu, đổ bộ vào Ninh Bình - Thanh Hóa sáng 27/9, tâm bão vào Thanh Hóa.

## Lịch sử khí tượng
Bão Damrey hình thành ngoài Thái Bình Dương phía đông Philippines vào ngày 19 tháng 9 được PAGASA đặt tên là Labuyo. Ngày 20 tháng 9 bão đạt cấp áp thấp nhiệt đới 17W theo Trung tâm Cảnh báo Bão Quốc tế và được nâng cấp thành bão nhiệt đới Damrey (theo tiếng Khmer, Damrey là con voi). Bão Damrey đến đảo Hải Nam, Trung Quốc vào 20:00 UTC, ngày 25 tháng 9 (tức 04:00 ngày 26 tháng 9 theo giờ địa phương). Theo CMA (cục khí tượng Trung Quốc), bão đổ bộ vào Hải Nam với sức gió cấp 15 (50 m/s) và áp suất trung tâm khi đổ bộ là 940 hPa, và là cơn bão mạnh nhất đổ bộ vào Hải Nam từ năm 1974. Bão Damrey đổ bộ trực tiếp vào ven biển các tỉnh Thái Bình, Nam Định, Ninh Bình, Thanh Hóa, Hải Phòng vào rạng sáng ngày 27 tháng 9 (giờ Hà Nội) với sức gió mạnh tới cấp 9, 10) , có nơi cấp 11-12 giật trên cấp 12 (theo Thang sức gió Beaufort). Trước khi đổ bộ vào các tỉnh này, bão vượt qua Vịnh Bắc bộ, tràn vào huyện đảo Bạch Long Vĩ với sức gió cấp 12. Rất may, nhờ công tác phòng chống bão được chuẩn bị tốt, hầu hết các tàu thuyền đậu trong Cảng và khu neo đậu tàu đều đã được yêu cầu về đất liền nên thiệt hại không lớn, không có thiệt hại về người. Tuy nhiên một số ngôi nhà bị tốc mái, nhiều héc ta rừng phi lao bị gió thổi gãy, ước tính thiệt hại khoảng 10 tỷ đồng. 16:00 ngày 27 tháng 9 (giờ địa phương), bão số 7 đã đi vào đất Lào với sức gió suy yếu dần, chỉ còn cấp 8 - 9. Tính đến 19:00 ngày 27 tháng 9, tổng lượng mưa đo được ở các tỉnh đồng bằng ven biển Bắc Bộ và tỉnh Hòa Bình phổ biến ở mức 100 đến 150 mm. Đêm ngày 27 tháng 9, do ảnh hưởng của cơn bão số 7, lũ quét đã bất ngờ đổ ập xuống phía tây tỉnh Yên Bái. Gây thiệt hại lớn về người và tài sản. Ngày 28 tháng 9 bão Damrey tiếp tục suy yếu thành áp thấp nhiệt đới trên địa phận nước Lào và di chuyển về phía tây, suy yếu thành vùng áp thấp và tan dần.

## Ảnh hưởng
Bão Damrey (bão số 7) có phạm vi gió mạnh rất rộng ở phía Bắc, nhiều trạm dù có trạm khá xa tâm bão có gió từ cấp 9 trở lên. Bão gây ra gió mạnh cấp 9-10 có nơi cấp 11-12 giật trên cấp 12 ở trên Vịnh Bắc Bộ và ven biển các tỉnh Thái Bình đến Thanh Hóa. Số liệu quan trắc về gió ở những nơi có gió từ cấp 9 trở lên như sau:
| TT | Trạm khí tượng           | Gió duy trì mạnh nhất | Gió giật mạnh nhất |
| -- | ------------------------ | --------------------- | ------------------ |
| 1  | Văn Lí (Nam Định)        | 33 m/s (cấp 12)       | 39 m/s (cấp 13)    |
| 2  | Bạch Long Vĩ (Hải Phòng) | 30 m/s (cấp 11)       | 36 m/s (cấp 12)    |
| 3  | Cô Tô (Hải Phòng)        | 26 m/s (cấp 10)       | 39 m/s (cấp 13)    |
| 4  | TP Thanh Hóa (Thanh Hóa) | 25 m/s (cấp 10)       | 30 m/s (cấp 11)    |
| 5  | Cửa Ông (Quảng Ninh)     | 24 m/s (cấp 9)        | 30 m/s (cấp 11)    |
| 6  | TX Thái Bình (Thái Bình) | 22 m/s (cấp 9)        | 29 m/s (cấp 11)    |
| 7  | Nho Quan (Ninh Bình)     | 22 m/s (cấp 9)        | 28 m/s (cấp 10)    |

Lượng mưa do bão phổ biến từ 150-200 mm. Có nơi từ 200-350 mm như Chi Nê (Hòa Bình), TP. Hòa Bình, Minh Đài (Phú Thọ), Tam Đảo (Vĩnh Phúc), Hồi Xuân (Thanh Hóa). Cá biệt tại Km46 (Sơn La) lượng mưa lên tới 408 mm. Lũ trên các sông  như sông Đà, sông Thao, sông Lô, sông Hồng, sông Thái dâng lên do ảnh hưởng mưa lớn do bão.

### Thanh Hóa
- 12 km đê Hậu Lộc bị vỡ hoàn toàn, nước ngập trong đất liền có nơi lên tới 5m
- Đê biển xã Hoằng Thanh vỡ
- 4 km đê biển xã Hoằng Lưu bị tràn
- 1 người chết và 4 thuyền đánh cá mất tích
- Tốc mái hàng chục nghìn nhà dân, hàng trăm cột điện.[2]

### Nam Định
Các đọan đê bị vỡ
- 100m đê Thịnh Long (Hải Hậu)
- 300m đê Nghĩa Phúc (Nghĩa Hưng)
- Đê huyện Nghĩa Hưng bị sạt nghiêm trọng, rất khó ứng cứu[2]

### Hải Phòng
- Vỡ một số đoạn trên tuyến đê Hoàng Châu - Văn Chấn (Cát Hải)
- Đê biển Đồ Sơn bị uy hiếp nghiêm trọng[2]

### Hà Nội
- Ngày 27 tháng 9 hầu hết các chuyến bay ở Sân bay quốc tế Nội Bài đều bị hoãn hoặc huỷ bỏ. Hơn 1000 hành khách bị kẹt ở sân bay chờ sơ tán. Những chuyến bay đi quốc tế bằng máy bay B777 vẫn thực hiện bình thường.
- Mưa lớn phủ lên khắp thành phố, sức gió ở mức cấp 3 - 4, giật đến cấp 7 đã làm đổ 8 cây to trong nội thành tập trung ở các phố Lò Đúc, Nguyễn Bỉnh Khiêm, Ngô Sĩ Liên, Bát Sứ và Phố Huế. Tại các tuyến phố Chùa Bộc, Thái Hà, Thái Thịnh… mưa to đã làm nhiều đoạn ngập tới nửa bánh xe.[2]

### Yên Bái
- Lũ cuốn ở Yên Bái làm chết ít nhất 38 người. Thị xã Nghĩa Lộ bị thiệt hại nặng nhất ước tính trên 10 tỷ đồng. Trong đó, 
  - Hơn 40 mét đường dẫn lên cầu Thia (huyết mạch giao thông duy nhất ra huyện Văn Chấn và thành phố Yên Bái tỉnh lỵ) bị lũ cuốn trôi, cắt đứt. 5 nhà dân bị cuốn trôi; nhiều tài sản, diện tích lúa và hoa màu bị chìm trong nước lũ. Có ba người trong lực lượng ứng cứu bị thương nặng.
  - Phường Pú Trạng có 60 nhà dân chìm trong nước, 3 nhà bị cuốn trôi, 15 ha lúa và hoa màu bị ngập, trong đó 10 ha mất trắng; nhiều kè chắn lũ bị sạt vỡ, hàng trăm gia súc, gia cầm bị lũ cuốn.
  - Xã Nghĩa Phúc bị ngập trên 10 ha ruộng, 30 ha ao hồ, hỏng kè chắn lũ bản Pưn và Pú Lo.
  - Xã Nghĩa Lợi 8 nhà bị cuốn trôi, 11 nhà bị ảnh hưởng.
  - Xã Nghĩa An bị sạt nhiều đường giao thông, đổ cột điện dân dụng. Nhà máy nước Nghĩa Lộ bị cuốn trôi 30 mét đường xuống trạm bơm cấp I.<

### Các nơi khác
- Mưa lớn và gió cấp 9 - 10 tại Thái Bình làm 11 căn nhà và phòng học bị sập, 450 gian nhà và phòng học bị tốc mái, 300 cột điện bị gấy đổ, 2.200 ha đầm nuôi tôm bị ngập, 2.500 ha hoa màu bị dập nát, hàng chục ngàn ha lúa đang kỳ thu hoạch bị ngập nước. 100.000 cây xanh bị gãy đổ. Thiệt hại ước tính hàng trăm tỷ VNĐ.
- Tỉnh Nghệ An có hai người ở huyện Quỳnh Lưu (giáp với Thanh Hoá) bị thương nhẹ. Diện tích rau màu bị ngập khoảng 13.000 ha, cây ngô đông bị ngập 15 ha. Khoảng 100 cột điện hạ thế bị gãy đổ, 45 ha ao tôm cá bị ngập. Thiệt hại khoảng 20 tỷ VNĐ.
- Quảng Ninh: 50 ngôi nhà, một bệnh viện bị tốc mái. 2 nhà lưới trồng hoa, trên 50ha rau màu bị đổ gãy, hư hỏng hoàn toàn, thiệt hại ước tính trên 100 triệu đồng VNĐ.
- Hà Tĩnh: mưa lớn cộng với triều cường làm 5 km đê biển thuộc xã Cẩm Lĩnh, huyện Cẩm Xuyên bị cuốn trôi
- Ninh Bình có trên 2.230 nhà ở, trường học bị đổ, tốc mái và hư hại nặng, hàng trăm mét đê sạt lở; hàng trăm cột điện hạ thế và cao thế bị đổ. Hiện có hai người ở huyện Kim Sơn mất tích

## Thống kê thiệt hại

### Thương vong và mất tích
- Mưa lớn do bão Damrey gây ra ở Philippines khiến ít nhất 18 người chết.
- Bão Damrey làm 9 người chết ở đảo Hải Nam, Trung Quốc.
- Yên Bái: lãnh đạo tỉnh thừa nhận chính thức đã có 50 người chết và mất tích, trong đó 
  - Huyện Văn Chấn có 43 người thiệt mạng, gồm 24 người ở xã Cát Thịnh, 9 người ở xã Nghĩa Tân, 7 người ở xã Nậm Mười, 2 người ở xã Phù Nham và 1 người ở xã Sơn Thịnh.
  - Xã Túc Đán, huyện Trạm Tấu có bảy người chết
- Phú Thọ: lũ quét làm 3 người chết (2 ở Thanh Sơn, 1 ở Cẩm Khê)
- Thanh Hóa: Một người dân ở Nga Sơn bị chết và 4 thuyền đánh cá có ngư dân thuộc xã Hải Ninh, huyện Tĩnh Gia, bị mất tích.
- Quảng Ninh: 1 người ở thị xã Cẩm Phả bị chết do nước cuốn trôi
- Ninh Bình: có một người bị ngã chết do bão Damrey
- Hòa Bình: 2 người chết do lũ quét tại huyện Tân Lạc và huyện Kim Bôi
- Lào Cai lũ quét tại huyện Bảo Yên đã cuốn trôi và làm chết 1 người dân

Tổng số, bão Damrey đã làm 68 người Việt Nam thiệt mạng và mất tích, 22 người khác bị thương.
Chú thích:

### Ước tính tổn thất vật chất
- Theo báo cáo sơ bộ của Bộ Nội vụ Trung Quốc ước tính thiệt hại do bão Damrey gây ra đối với đảo Hải Nam khoảng 13,4 triệu nhân dân tệ (1,6 triệu USD). Tuy nhiên tờ China Daily dự tính thiệt hại lên tới 10 tỷ tệ (1,2 tỷ USD), trong đó có tính đến sự hư hỏng của khoảng 10.000 ngôi nhà.
- Theo báo cáo nhanh của Ban chỉ huy phòng chống bão lũ TP Hải Phòng thì thiệt hại ở thành phố vào khoảng 25,6 tỷ VNĐ
- Theo Ban Chỉ đạo Phòng chống bão Trung ương, bão số 7 đã làm hệ thống đê biển bị vỡ 275 m (Hải Phòng 50 m, Nam Định 200 m, Thanh Hóa 15 m); đê biển bị sạt lở 54.055 m; 966 nhà sập, 9.468 nhà bị tốc mái; sáu trường học bị đổ, 215 phòng học hư hỏng và tốc mái.
- Tổng thiệt hại ở Việt Nam về vật chất do cơn bão số 7 gây ra ước tính khoảng 3.509 tỷ đồng chủ yếu do nhà cửa bị đổ, đường sá bị phá hỏng, hoa màu bị hư hại, các ao đầm nuôi thủy sản bị vỡ.[4]